# Takács Paul
Takács Pál (Paul) (1932 – 2000) festő, grafikus, szobrász.

## Élete
Takács Pál Budapesten született, és Budafokon nőtt fel. 1952–1956 között a Budapesti Magyar Iparművészeti Akadémián tanult, főként a belsőépítészet szakon. Mesterei Vén Emil festőművész és Vilt Tibor szobrászművész voltak. Az 1956-os magyar forradalomban szabadságharcosként való aktív részvétele miatt kénytelen volt elmenekülni szülőföldjéről, 1957-ben megérkezett az Egyesült Államokba, leszállt Washington DC-ben, majd Silver Springben (Maryland) telepedett le. 1957 és 1963 között belsőépítészként és művészként dolgozott egy belsőépítészeti cégnél, miközben folytatta a festést. Első kiállítása Washington DC-ben, a National Housing Centerben volt, 1964-ben. Szabadúszó művésszé vált, aki a képzőművészetre összpontosított, és tehetségét egyúttal a kereskedelemben is felhasználta.
Első szerelme a festészet volt, és expresszionista festő karrierjét folytatta. Festményei egyedülállóan személyes megközelítést mutatnak, a kifinomult vonalvezetési és szobrászati technikákkal keveredve a szürreális és a népi művészet elemeivel. Számos festmény, rajz, freskó és szobor képviselteti magát a múzeumokban, galériákban és magángyűjteményekben is.

## Művei közgyűjteményekben
Kiállított művei megtekinthetők: Washington Galéria, Washington, DC; Bodley Galéria, New York; Sketch Club Galéria, Philadelphia; Rockville Városi Művészeti Galéria, MD; Magyar Nemzeti Galéria, Budapest; Magyar Nagykövetség.